# Arkadiusz Kamiński
Arkadiusz Kamiński (ur. 23 czerwca 1985 w Gorzowie Wielkopolskim) – polski siatkarz występujący na pozycji środkowego. Przez całą karierę występował w GTPS Gorzów.
Obecnie gra w amatorskiej lidze koszykówki w Gorzowie. 